# Шателодрен-Плуагат
Шателодрен-Плуагат (фр. Châtelaudren-Plouagat) — новая коммуна на северо-западе Франции, находится в регионе Бретань, департамент Кот-д’Армор, округ Генган, кантон Плело. Расположена на исторической территории Пеи дю Леф в 110 км к северо-западу от Ренна и в 18 км к западу от Сен-Бриё. Через территорию коммуны проходит национальная автомагистраль N12. На территории коммуны находится железнодорожная станция Шателодрен-Плуагат линии Париж-Брест.
Коммуна образована 1 января 2019 года путем слияния коммун Плуагат и Шателодрен. Центром новой коммуны является Плуагат. От него к новой коммуне перешли почтовый индекс и код INSEE. На картах в качестве координат Шателодрен-Плуагат указываются координаты Плуагат.
Население (2019) — 3 916 человек.

## Достопримечательности
- Особняк Фурнебелло
- Шато ла Виль-Шевалье
- Церковь Святого Петра в Плуагате
- Церковь Нотр-Дам в Шателодрене, исторический памятник

## Экономика
Структура занятости населения:
- сельское хозяйство — 2,6 %
- промышленность — 12,4 %
- строительство — 22,4 %
- торговля, транспорт и сфера услуг — 31,6 %
- государственные и муниципальные службы — 30,9 %

Уровень безработицы (2018) — 10,2 % (Франция в целом —  13,4 %, департамент Кот-д’Армор — 11,5 %). 

Среднегодовой доход на 1 человека, евро (2018) — 20 740 (Франция в целом — 21 730, департамент Кот-д’Армор — 21 230).

## Администрация
Пост мэра Шателодрен-Плуагат с 2019 года занимает Оливье Буасьер (Olivier Boissière), с 2014 года занимавший пост мэра Плуагата. На муниципальных выборах 2020 года возглавляемый им список победил в 1-м туре, получив 54,31 % голосов.
| Период | Период | Фамилия        | Партия       | Примечания          |
| ------ | ------ | -------------- | ------------ | ------------------- |
| 2019   |        | Оливье Буасьер | Разные левые | преподаватель лицея |